# Jaguar (ordinador)
Jaguar és una supercomputadora a petaescala construïda per Cray al Laboratori Nacional d'Oak Ridge (ORNL) a Oak Ridge, Tennessee. És actualment el segon superordinador més ràpid del món i va ser anteriorment el més ràpid. Està equipat amb processadors AMD x86-64 Opteron Hexa Core 2600 MHz; posseeix en total 224.162 nuclis de processament Opteron.